# 童貞幽霊 あの世の果てでイキまくれ!
『童貞幽霊 あの世の果てでイキまくれ!』（どうていゆうれい あのよのはてでイキまくれ!）は、塩出太志監督の日本映画。2019年11月15日公開。OP PICTURES新人監督発掘プロジェクト2017審査員特別賞作。R-18作品。

## 概要
『死神ターニャ』などの監督作がある塩出太志による初のピンク映画監督作。
童貞の信夫が恋人の歩美との初体験を目前に、ひょんなことから車にひかれて幽霊になってしまうというコメディ作品。魂が身体を離れ、他人に憑依できるようになる顛末を描く。
脚本、登場人物の関係性が難解なため、出演女優陣は主要キャストの相関図をかいて本番に臨んだという。
11月16日に行った公開舞台挨拶では出演者12人と監督の合わせて13人が登壇。挨拶中に鳥居みゆきも飛び入り参加し、「何度も観てほしい作品です。『激濡れモデル ふしだらな下半身』よろしくお願いします」と併映作品を宣伝していった。この逸話はのちにピンク映画の若年女性層人気も交え徳間書店「アサヒ芸能」に採り上げられた。AVライターの麻雅庵は日刊SODオンラインで「自己愛と他者愛の物語」と批評した。
2020年9月25日から行われるUPLINK渋谷での特集上映「OP PICTURES TEAM若 -WAKA-」で初の一般劇場公開。

## 登場人物[2]
歩美
演 ‐ 戸田真琴
コンビニエンスストアで働く女性。両親と一緒に暮らす。
信夫
演 ‐ 星野ゆうき
歩美を愛する朴訥な童貞青年。
牧子
演 ‐ きみと歩実
口裂け幽霊。
高田
演 ‐ 西山真来
信夫を轢いた女性。
香織
演 ‐ しじみ
地縛霊。
工藤
演 ‐ 松本高士
歩美と交際しているDV男。
歩美の父
演 ‐ 岡本裕輝
歩美と一緒に暮らす父。
歩美の母
演 ‐ 長岡明美
歩美と一緒に暮らす母。
コンビニの店長
演 ‐ 香取剛
歩美の勤務するコンビニの店長。
店長の奥さん
演 ‐ 手塚けだま
コンビニで働く店長夫人。霊感が強い。
渡辺
演 ‐ ほりかわひろき
著名な住職。
乗り移られた男性
演 ‐ 田丸大輔

乗り移られた女性
演 ‐ 加藤絵莉

バーのマスター
演 ‐ 田村専一

邪悪の化身
演 ‐ 馬場泰光

閻魔女王
演 ‐ 鳥居みゆき

## スタッフ
- 監督・脚本・編集：塩出太志
- 撮影：岩川雪依
- 録音：横田彰文
- 助監督：田村専一、宮原周平
- 小道具：佐藤美百季
- 特殊メイク：懸樋杏奈
- 衣装制作：コヤマシノブ
- 整音：井上久美子
- 音楽：宮原周平
- タイトルデザイン：酒井崇
- 仕上げ：東映ラボ・テック
- 制作：Grand Master Company
- 提供：オーピー映画

### ギャラリー

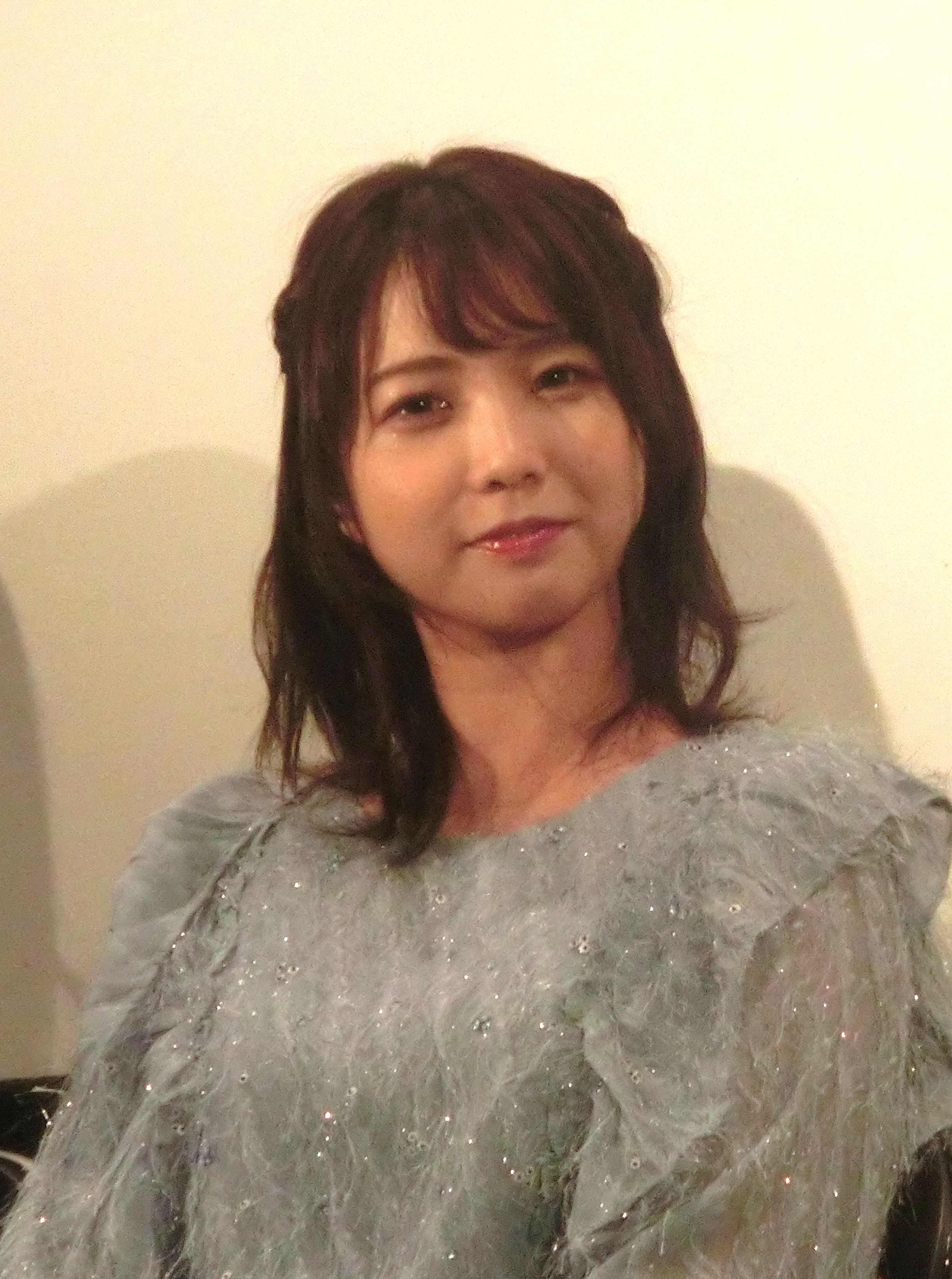
舞台挨拶中の戸田真琴
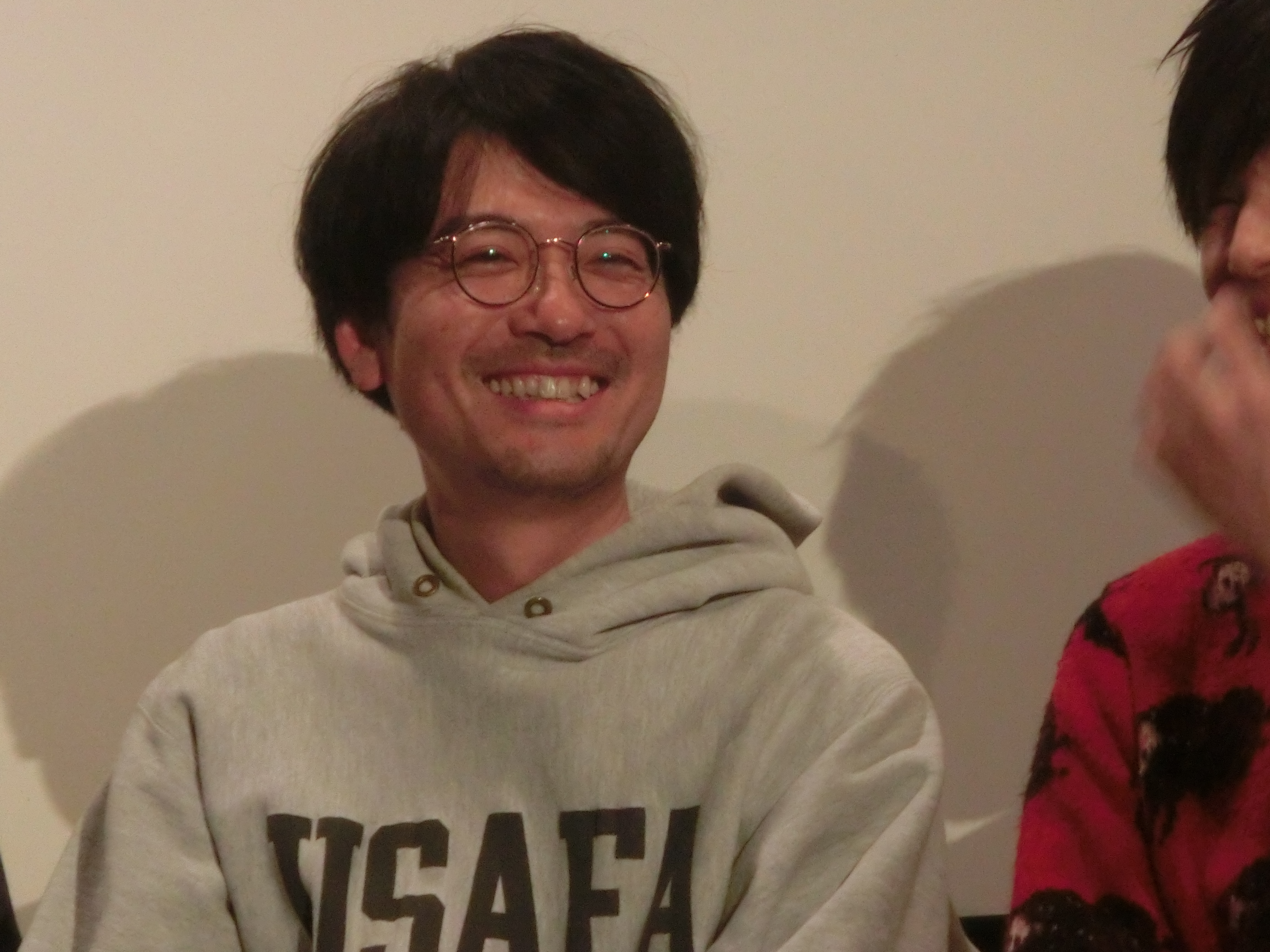
舞台挨拶中の星野ゆうき
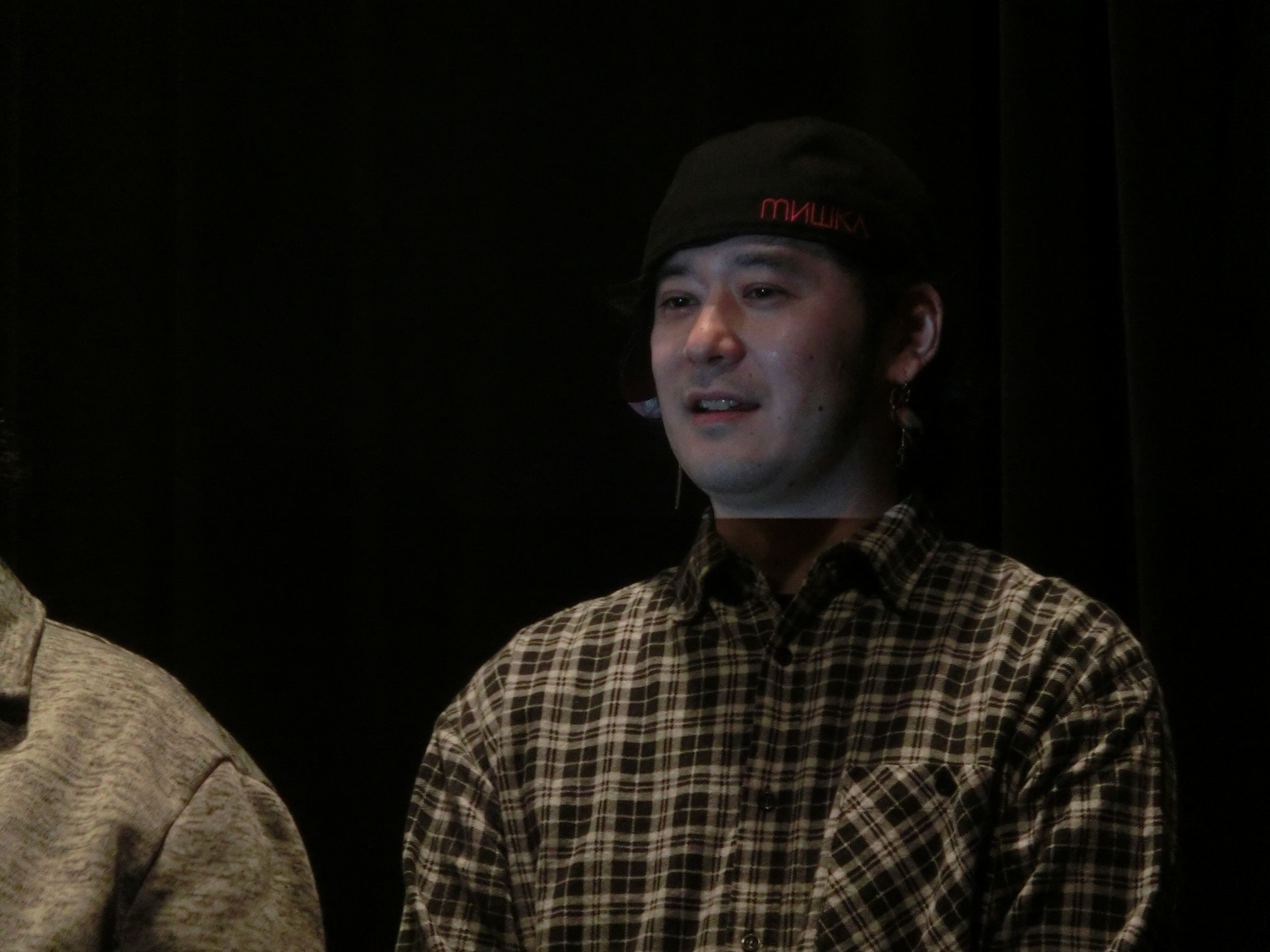
舞台挨拶中の塩出太志監督
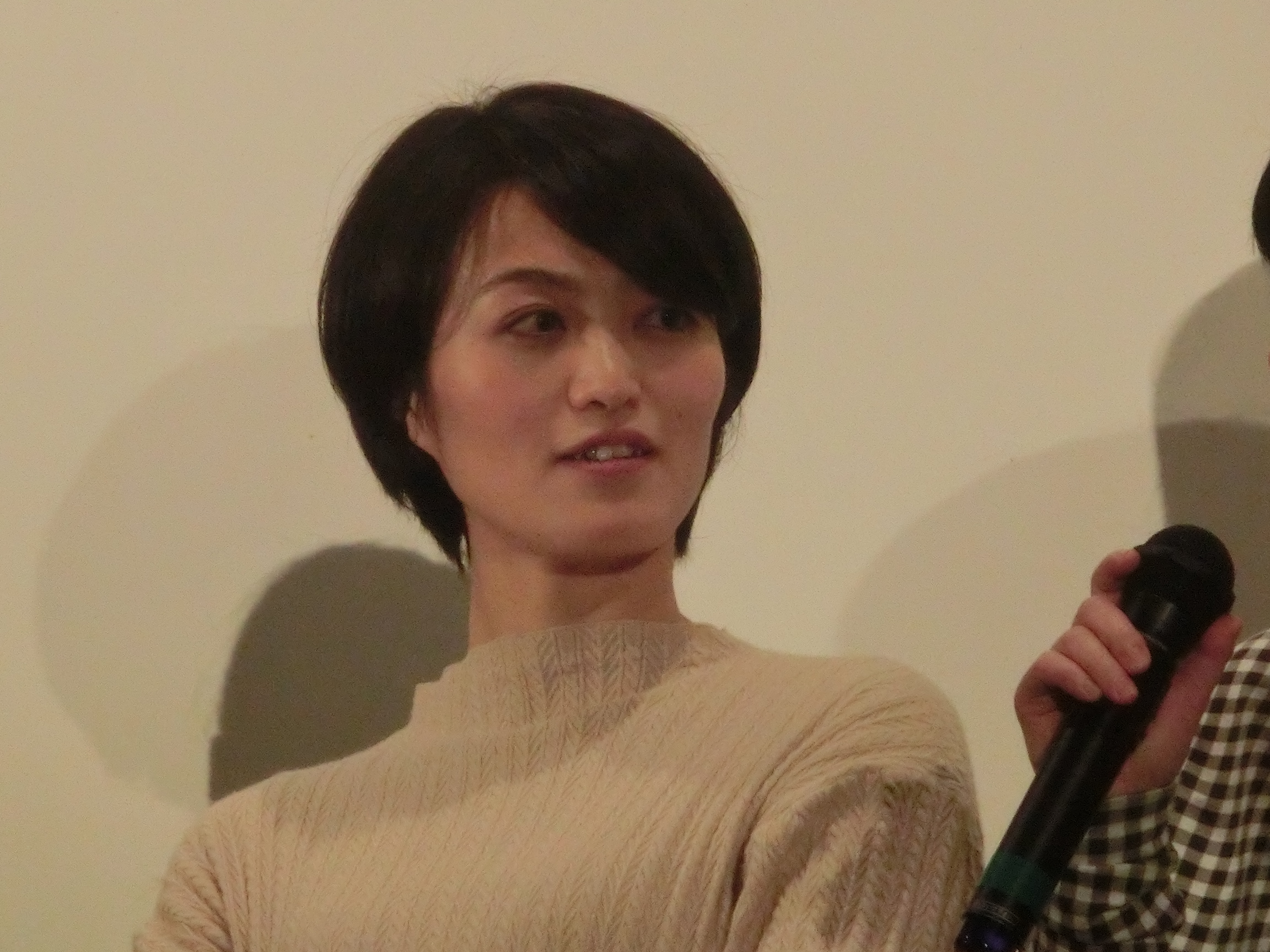
舞台挨拶中の西山真来
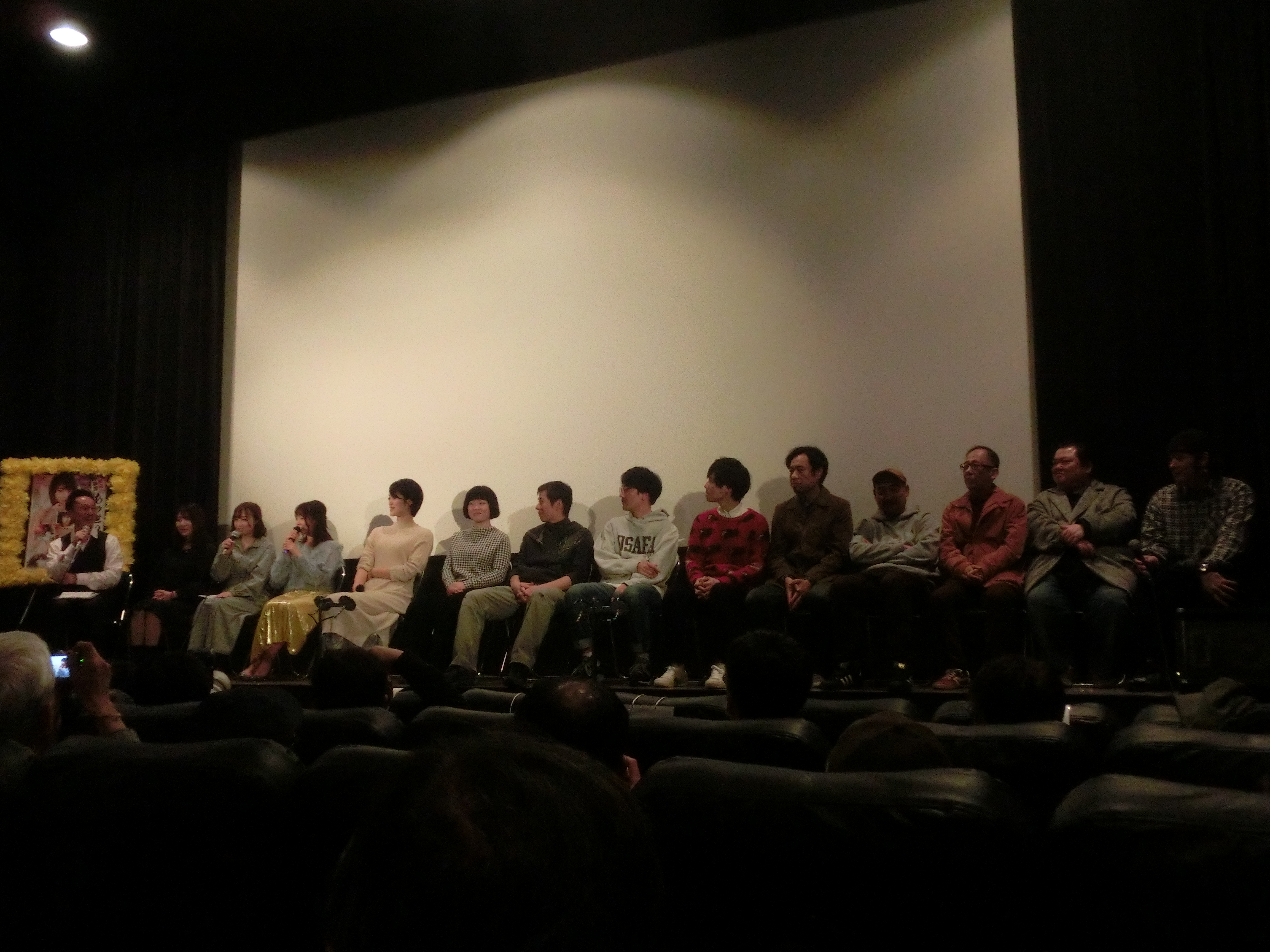
舞台挨拶登壇者
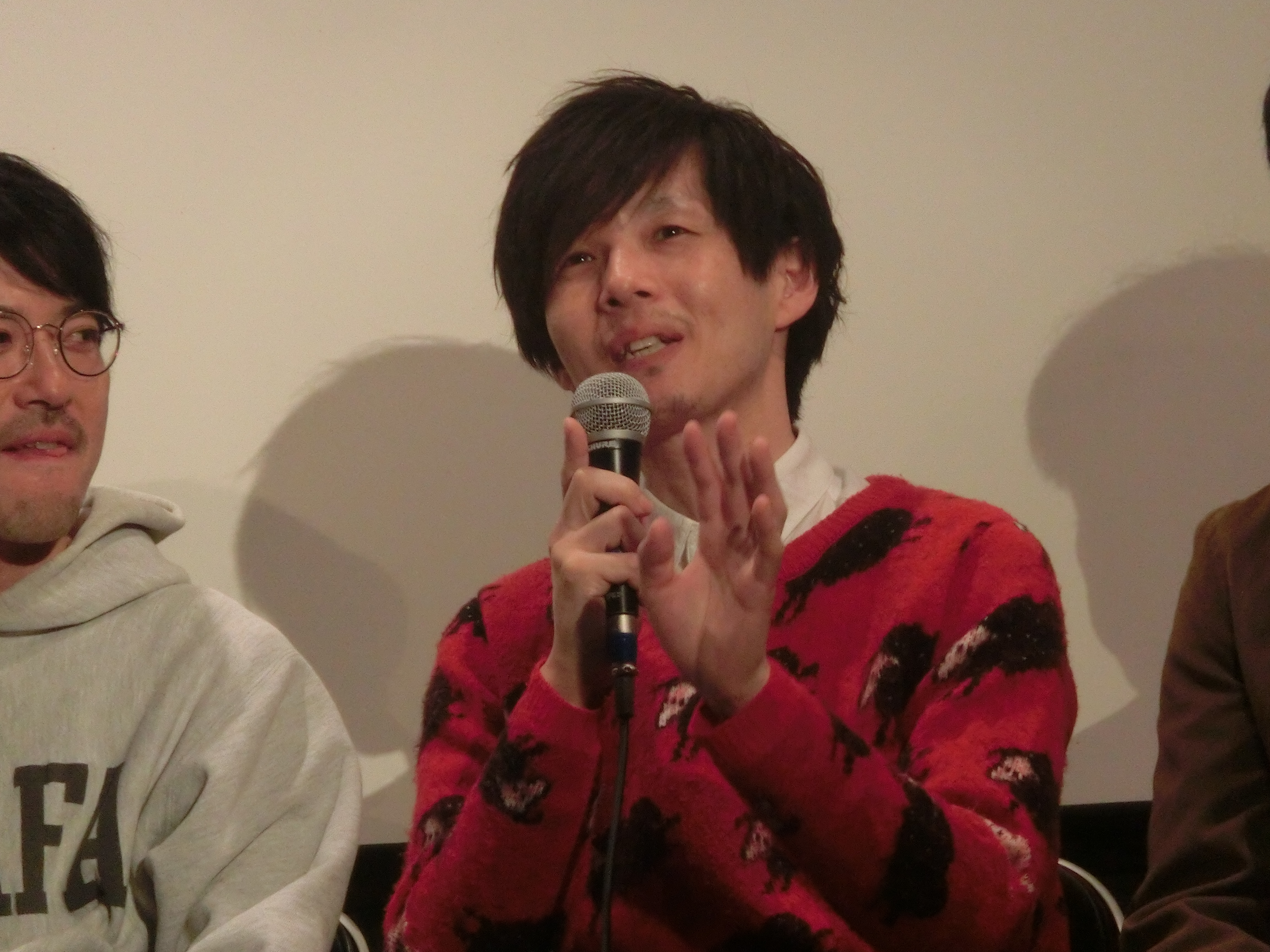
舞台挨拶中の松本高士
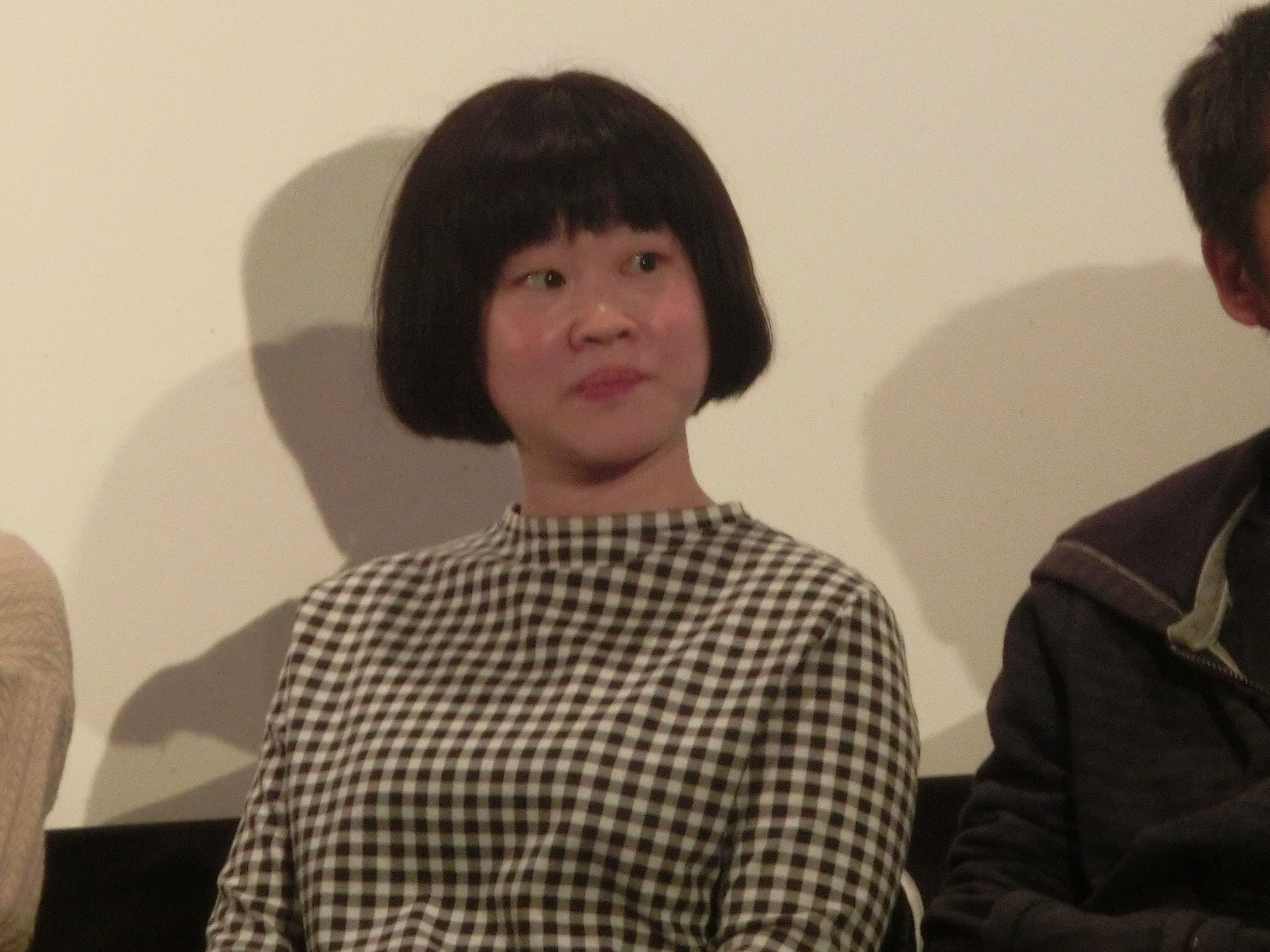
舞台挨拶中の手塚けだま
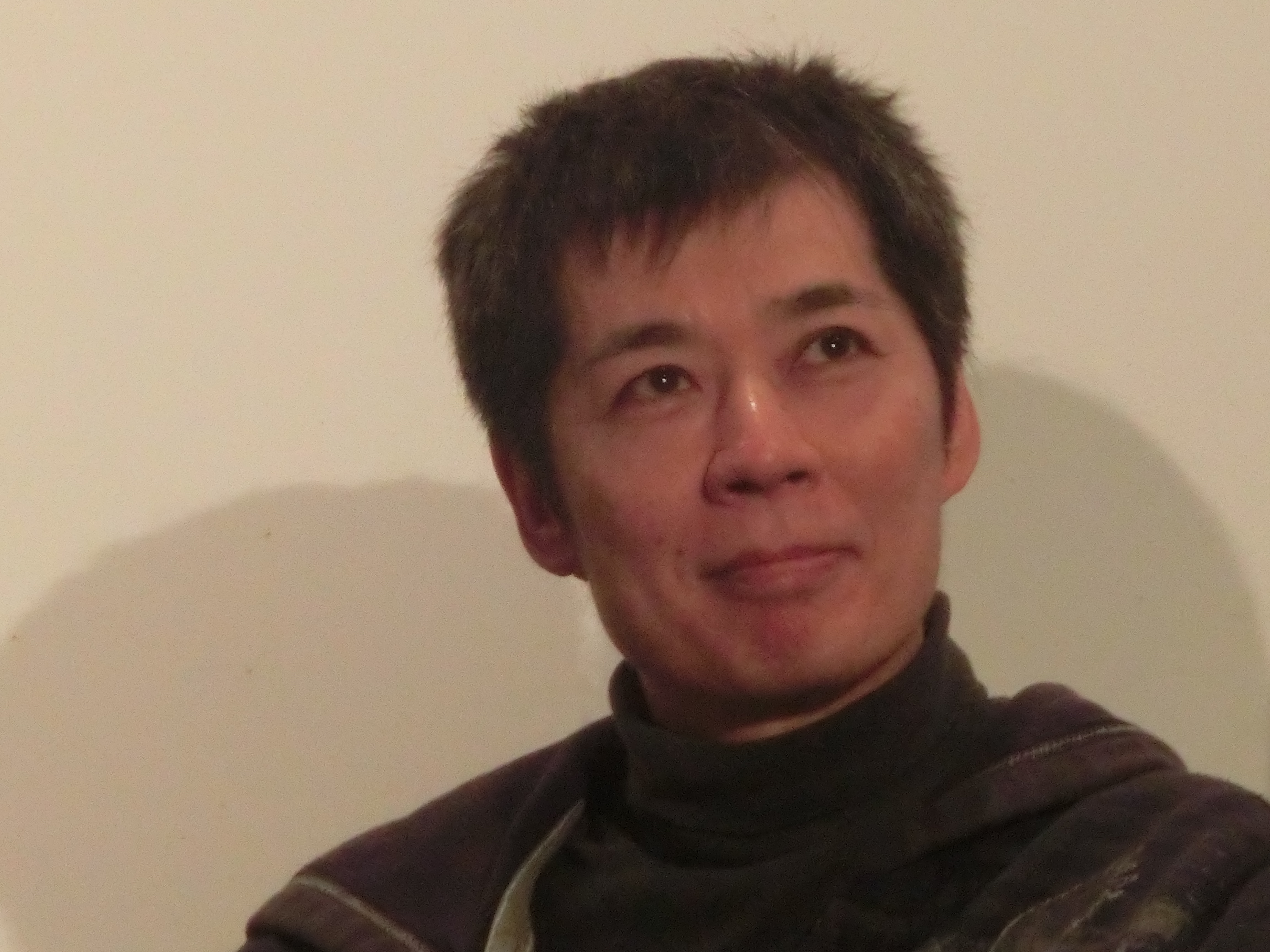
舞台挨拶中の香取剛
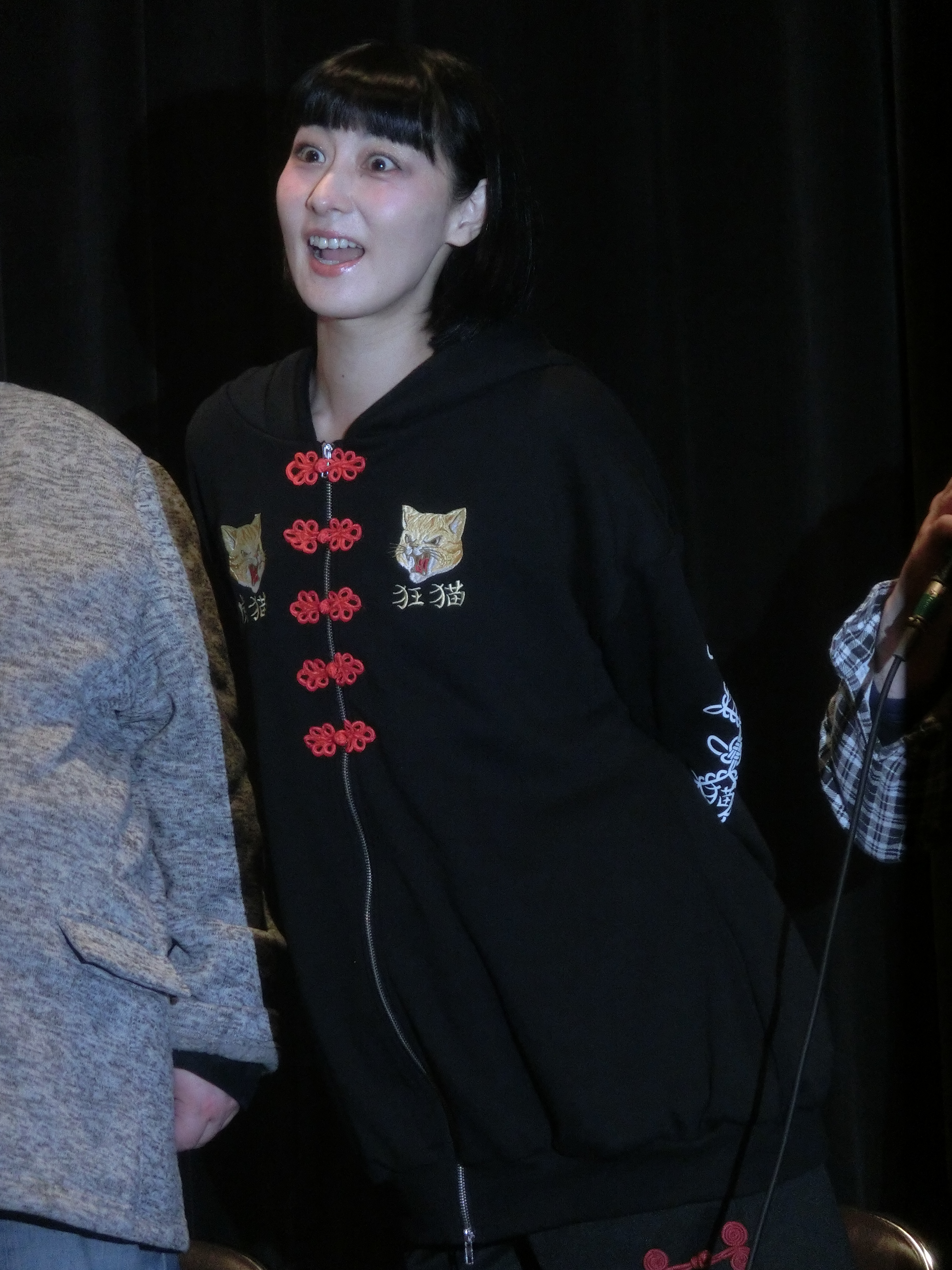
舞台挨拶中の鳥居みゆき